# NBA Europe Live Tour 2008
O NBA Europe Live Tour 2008 foi a terceira edição do NBA Europe Live Tour.
Diferentemente das 2 primeiras edições, desta vez só houve partidas entre equipes da NBA.

## Partidas
{{basketballbox|bg=#eee |date=9/10/2008|place=[[Palais Omnisports de Paris-Bercy Paris 
|teamA= New Jersey Nets |scoreA=100 
|teamB=  Miami Heat|scoreB=98
|report = Boxscore
}}
| 12/10/2008 | Boxscore | New Jersey Nets | 94–92 | Miami Heat |  | The O2 Arena, London |  |

| 14/10/2008 | Boxscore | Washington Wizards | 80–96 | New Orleans Hornets |  | O2 World, Berlin |  |

| 17/10/2008 | Boxscore | Washington Wizards | 80–102 | New Orleans Hornets |  | Palau Sant Jordi, Barcelona |  |